# آلان لي روي
آلان لي روي (بالفرنسية: Alain Le Roy)‏ هو دبلوماسي فرنسي، ولد في 5 فبراير 1953 في موسكو في روسيا.